# Pederü
Pederü (ladinisch: Üćia Pederü) ist der Name einer privaten Berghütte in den Dolomiten in Südtirol, Italien. Die Hütte ist von St. Vigil aus erreichbar. Etymologisch wird der Name als ad pedem de rivo, „am  Fuße des Baches“ gedeutet.

## Geografische Lage
Die Üćia Pederü liegt in einer Höhenlage von 1548 m am oberen Ende des Rautals, das von St. Vigil in der Gemeinde Enneberg südostwärts führt. Das Gebiet ist im Naturpark Fanes-Sennes-Prags unter Schutz gestellt. Pederü ist der Endpunkt einer mautpflichtigen Bergstraße, die hinter St. Vigil beginnt. Neben der Hütte liegt ein großer Wanderparkplatz.

## Geschichte
Die Hütte diente im Dolomitenkrieg der österreichischen Seite als Nachschubbasis für die Dolomitenfront, die sich südöstlich der Fanes-Hochfläche befand. Reste einer alten Seilbahn sind noch sichtbar.

## Sehenswürdigkeiten
Von Pederü aus kann der Naturpark Fanes-Sennes-Prags erwandert werden. Die Wege laufen teilweise entlang alter Militärstraßen aus dem Ersten Weltkrieg, die grundsätzlich für den privaten Autoverkehr gesperrt sind, aber für die Hütten in Sennes und Fanes Zulieferstraßen sind.

## Nachbarhütten
- Lavarellahütte (2042 m)
- Faneshütte (2060 m)
- Schutzhütte Fodara Vedla (1966 m)
- Senneshütte (2126 m)
- Seekofelhütte (2327 m), über Senneshütte
- Ra Stua Alm (1695 m), über Fodara Vedla[1]

Wege und Abzweige

{\displaystyle nach\ Osten\Rightarrow \left.{\begin{aligned}&steile\\[-0.5ex]&Serpentinen{-}\\[-0.5ex]&gruppe\end{aligned}}\right.\Rightarrow {\begin{cases}\Rightarrow Sennesh{\ddot {u}}tte{\begin{cases}\Rightarrow Munt\ de\ Sennes\ H{\ddot {u}}tte\\\Rightarrow Seekofelh{\ddot {u}}tte\end{cases}}\\Fodara\ Vedla\ H{\ddot {u}}tte\Longrightarrow Ra\ Stua\ Alm\end{cases}}}

{\displaystyle nach\ S{\ddot {u}}den\Longrightarrow {\begin{cases}Fanesh{\ddot {u}}tte\Rightarrow Limopass\Rightarrow {\begin{cases}\Longrightarrow Boitetal\\Gro\beta e\ Fanesalm\\\Longrightarrow Friedensbiwak\\\Longrightarrow Region\ Lagazuoi\end{cases}}\\Lavarellah{\ddot {u}}tte\end{cases}}}

## Karten
- Casa Editrice Tabacco 07 Alta Badia - Arabba - Marmolada (1:25.000)
- Casa Editrice Tabacco 031 Pragser Dolomiten - Enneberg - Dolomiti di Braies - Marebbe (1:25.000)[5]